# Cho Yoon-jeong
Dans ce nom coréen, le nom de famille, Cho, précède le nom personnel.
Pour les articles homonymes, voir Cho.
Cho Yoon-jeong (née le 2 avril 1979 à Andong) est une joueuse de tennis sud-coréenne, professionnelle de 1996 à 2008.
Elle a remporté un titre en double dames sur le circuit WTA au cours de sa carrière, associée à sa compatriote Mi-Ra Jeon. En simple, elle s'est hissée à trois reprises en finale sans néanmoins parvenir à s'imposer.

## Palmarès

### Titre en simple dames
Aucun

### Finales en simple dames
| No | Date       | Nom et lieu du tournoi             | Catégorie | Dotation  | Surface    | Vainqueure        | Score          |          |
| -- | ---------- | ---------------------------------- | --------- | --------- | ---------- | ----------------- | -------------- | -------- |
| 1  | 04/11/2002 | Women’s Open, Pattaya              | Tier V    | 110 000 $ | Dur (ext.) | Angelique Widjaja | 6-2, 6-4       | Parcours |
| 2  | 30/12/2002 | ASB Classic, Auckland              | Tier IV   | 140 000 $ | Dur (ext.) | Eléni Daniilídou  | 6-4, 4-6, 7-62 | Parcours |
| 3  | 09/01/2006 | Canberra Women’s Classic, Canberra | Tier IV   | 145 000 $ | Dur (ext.) | Anabel Medina     | 6-4, 0-6, 6-4  | Parcours |

### Titre en double dames
| No | Date       | Nom et lieu du tournoi           | Catégorie | Dotation  | Surface    | Partenaire | Finalistes                    | Score         |          |
| -- | ---------- | -------------------------------- | --------- | --------- | ---------- | ---------- | ----------------------------- | ------------- | -------- |
| 1  | 27/09/2004 | Korea Tennis Championships Séoul | Tier IV   | 140 000 $ | Dur (ext.) | Jeon Mi-ra | Chuang Chia-jung Hsieh Su-wei | 6-3, 1-6, 7-5 | Parcours |

### Finale en double dames
| No | Date       | Nom et lieu du tournoi            | Catégorie | Dotation  | Surface    | Vainqueures             | Partenaire          | Score     |          |
| -- | ---------- | --------------------------------- | --------- | --------- | ---------- | ----------------------- | ------------------- | --------- | -------- |
| 1  | 21/07/2003 | Bank of the West Classic Stanford | Tier II   | 635 000 $ | Dur (ext.) | Cara Black Lisa Raymond | Francesca Schiavone | 7-65, 6-1 | Parcours |

## Parcours en Grand Chelem

### En simple dames
| Année | Open d'Australie | Open d'Australie    | Internationaux de France | Internationaux de France | Wimbledon      | Wimbledon           | US Open         | US Open           |
| ----- | ---------------- | ------------------- | ------------------------ | ------------------------ | -------------- | ------------------- | --------------- | ----------------- |
| 2001  | -                | -                   | -                        | -                        | -              | -                   | 1er tour (1/64) | Elena Dementieva  |
| 2002  | 1er tour (1/64)  | Svetlana Kuznetsova | 1er tour (1/64)          | Chanda Rubin             | -              | -                   | 3e tour (1/16)  | Monica Seles      |
| 2003  | 2e tour (1/32)   | Magdalena Maleeva   | 1er tour (1/64)          | Iva Majoli               | 2e tour (1/32) | Svetlana Kuznetsova | 1er tour (1/64) | Magüi Serna       |
| 2005  | -                | -                   | 1er tour (1/64)          | Patty Schnyder           | 2e tour (1/32) | Katarina Srebotnik  | 3e tour (1/16)  | Justine Henin     |
| 2006  | 1er tour (1/64)  | Kim Clijsters       | -                        | -                        | -              | -                   | -               | -                 |
| 2007  | -                | -                   | -                        | -                        | -              | -                   | 1er tour (1/64) | L. Domínguez Lino |

À droite du résultat, l’ultime adversaire.

### En double dames
| Année | Open d'Australie              | Open d'Australie        | Internationaux de France    | Internationaux de France | Wimbledon                     | Wimbledon                 | US Open                   | US Open                    |
| ----- | ----------------------------- | ----------------------- | --------------------------- | ------------------------ | ----------------------------- | ------------------------- | ------------------------- | -------------------------- |
| 1998  | -                             | -                       | -                           | -                        | 1er tour (1/32) Park Sung-hee | Maureen Drake L. Osterloh | 1er tour (1/32) Park Seon | M. de Swardt Debbie Graham |
| 1999  | 1er tour (1/32) Park Sung-hee | L. Courtois De Villiers | -                           | -                        | -                             | -                         | -                         | -                          |
| 2003  | -                             | -                       | -                           | -                        | -                             | -                         | 2e tour (1/16) Sam Stosur | Petra Mandula P. Wartusch  |
| 2004  | -                             | -                       | -                           | -                        | 1er tour (1/32) L. Granville  | S. Kuznetsova Likhovtseva | -                         | -                          |
| 2005  | -                             | -                       | 1er tour (1/32) A. Morigami | Émilie Loit Nicole Pratt | -                             | -                         | -                         | -                          |
| 2006  | 1er tour (1/32) Aiko Nakamura | S. Beltrame Selima Sfar | -                           | -                        | -                             | -                         | -                         | -                          |

sous le résultat, la partenaire ; à droite, l’ultime équipe adverse.

## Parcours aux Jeux olympiques

### En simple dames
| # | Date       | Nom de l'olympiade           | Surface    | Résultat       | Ultime adversaire   | Score          |          |
| - | ---------- | ---------------------------- | ---------- | -------------- | ------------------- | -------------- | -------- |
| 1 | 15/08/2004 | Olympic Tennis Event Athènes | Dur (ext.) | 2e tour (1/16) | Francesca Schiavone | 2-6, 7-60, 6-4 | Parcours |

### En double dames
| # | Date       | Nom de l'olympiade          | Surface    | Résultat        | Partenaire    | Ultimes adversaires               | Score          |          |
| - | ---------- | --------------------------- | ---------- | --------------- | ------------- | --------------------------------- | -------------- | -------- |
| 1 | 19/09/2000 | Olympic Tennis Event Sydney | Dur (ext.) | 1er tour (1/16) | Park Sung-hee | Karina Habšudová Janette Husárová | 7-5, 6-72, 6-4 | Parcours |

## Parcours en Fed Cup
| #                                                                  | Date       | Lieu  | Surface      | Gagnante(s)                  | Perdante(s)                            | Score    |          |
|                                                                    |            |       |              |                              |                                        |          |          |
| 1997 - Barrage (groupe mondial II) - Corée du Sud - Russie - 1 : 4 |            |       |              |                              |                                        |          |          |
| 1                                                                  | 12/07/1997 | Séoul | Terre (ext.) | Cho Yoon-jeong Choi Young-ja | Evgenia Kulikovskaya Ekaterina Sysoeva | 6-1, 6-3 | Parcours |
|                                                                    |            |       |              |                              |                                        |          |          |
| 1998 - Barrage (groupe mondial II) - Corée du Sud - Japon - 1 : 4  |            |       |              |                              |                                        |          |          |
| 2                                                                  | 25/07/1998 | Séoul | Terre (ext.) | Miho Saeki                   | Cho Yoon-jeong                         | 6-4, 6-3 | Parcours |

## Classements WTA en fin de saison

### En simple
| Année | 1996 | 1997 | 1998 | 1999 | 2000 | 2001 | 2002 | 2003 | 2004 | 2005 | 2006 |
| Rang  | 338  | 255  | 201  | 231  | 172  | 119  | 84   | 77   | 207  | 72   | 260  |

source : (en) « Classements de Cho Yoon-jeong », sur le site officiel du WTA Tour

### En double
| Année | 1996 | 1997 | 1998 | 1999 | 2000 | 2001 | 2002 | 2003 | 2004 | 2005 | 2006 | 2007 | 2008 |
| Rang  | 625  | 216  | 150  | 193  | 183  | 451  | 176  | 108  | 172  | 284  | -    | 496  | 449  |

source : (en) « Classements de Cho Yoon-jeong », sur le site officiel du WTA Tour